# Мирчинк, Георгий Фёдорович
Гео́ргий Фёдорович Мирчинк (13 [25] апреля 1889, Москва — 10 апреля 1942, Саратов) — русский и советский учёный-геолог, исследователь четвертичного периода, профессор (1918) и декан физико-математического факультета МГУ, академик АН Белорусской ССР (1940). Один из создателей московской школы геологов-четвертичников. Был репрессирован (1941—1942).

## Биография
Родился 13 (25) апреля 1889 года в Москве в семье педагога-просветителя Фёдора Михайловича Мирчинка. Брат геолога М. Ф. Мирчинка (1901—1976).
В 1900 году поступил в Московскую Практическую академию коммерческих наук, где работал его отец. Окончил академию в 1907 году с золотой медалью, званием кандидата коммерции и личных почётным гражданством.
В 1907 году, поступил в Московский университет на естественное отделение физико-математического факультета. Ученик академиков А. П. Павлова и А. Д. Архангельского. Летом 1911 года участвовал в Пензенской почвенно-геологической экспедиции. В 1912 году Мирчинк окончил университет и остался при кафедре геологии для подготовки к профессорскому званию.
В 1915 году был утверждён приват-доцентом по курсу палеонтологии позвоночных. С 1912 по 1918 годы участвовал в исследованиях верхнемеловых и нижнетретичных отложений фосфоритовых областей Белоруссии и Украины.
С 1918 года — профессор, в 1928 году — проректор Московского университета.
В 1925—1930 годах — декан Физико-математического факультета Московского университета
В 1929—1930 годах исполнял обязанности директора НИИ геологии при Московском университете.
Одновременно в 1918—1930 годах преподавал в Межевом институте и в Горной академии.
После выделения геологического факультета из состава МГУ, он был профессором (1930) и заведующим кафедры исторической геологии Московского геологоразведочного института им. С. Орджоникидзе (до конца своей жизни).
Также в 1930—1934 годах он работал заведующим кафедры исторической геологии Московского нефтяного института.
В 1936 году принимал участие в Международной конференции ассоциации по изучению четвертичного периода (Вена).
В 1936 году — член экспертных комиссий Госплана СССР по проблеме «Большой Днепр».
В 1936—1937 годах — заместитель директора Геологического института АН СССР.
С осени 1937 года — заведующим отдела четвертичной геологии Института геологических наук («ГИН») АН СССР.
В апреле 1940 года был избран в действительные члены Академии наук Белорусской ССР, по специальности геология
Г. Ф. Мирчинк работал над усовершенствованием исследовательских приёмов четвертичной геологии, широко использовал геоморфологический метод для целей стратиграфии и корреляции четвертичных отложений. Методам профилирования речных террас, палеонтологическому и археологическому он придал научный статус. Комплексный подход позволил ему высказать свою точку зрения по всем основным проблемам четвертичной геологии: классификация и номенклатура, число и границы оледенений, происхождение лёсса, стратиграфия и археологическая история, неотектоника и другие..

### Репрессии
23 июня 1941 года был арестован по ложному обвинению «в участии в антисоветской монархической организации». Его арестовали в рабочем кабинете Института геологических наук АН СССР.
Скончался 10 апреля 1942 года в больнице Саратовской тюрьмы.
О его судьбе после ареста семье так и не удалось узнать до его смерти. По сообщению Московского отделения НКВД (Улица Кузнецкий Мост, 24), он умер в тюрьме, не дождавшись окончания следствия и ещё не осуждённый.
В 1947 году был восстановлен в правах академика АН БССР, его жене были возвращены его личные вещи и установлена персональная пенсия. По другим данным — реабилитирован постановлением Прокуратуры СССР от 29 апреля 1990 года.

## Награды
- 1937 — Орден Трудового Красного Знамени, как консультант строительства канала Москва-Волга[12][13].

## Членство в организациях
- 1913 — МОИП. Секретарь (1933—1935), с 1933 — председатель геологического отдела, с 1936 — председатель геологической секции и ответственный редактором Бюллетеня МОИП (Отдел геологический)[14]
- 1927 — Один из основателей Комиссии по изучению четвертичного периода АН СССР.
- 1932 — Член президиума советской секции Международной ассоциации по изучению четвертичного периода Европы, с 1939 года — вице-президент, с 1941 года — президент[4].

## Семья
- Сестра — Екатерина (1892—[уточнить]) — советский химик анилиновых красителей. С 20 октября (2 ноября) 1917 замужем за военным врачом Д. А. Малевинским[15].
- брат — Александр (17 (29) апреля 1894—1918) — врач в I Мировую войну.
- брат — Михаил (1901—1976) — советский геолог, член-корреспондент АН СССР.

Жена (19 августа (1 сентября) 1912 года) — Мария Евгеньевна (в дев. Залесская (1887—1978) — геолог. Дети:
- дочь — Софья (1913—1962) — советский геолог.
- сын — Алексей (28 марта (10 апреля) 1915—1994) — немецкий геолог.
- сын — Фёдор (1922—1990)
- дочь — Татьяна (31 мая 1927 — 5 марта 2009) — советский миколог и почвовед[17].

## Адреса
Жил в Москве на улицах: Николоямская улица, Долгоруковская улица, дом 41 и Большая Калужская улица, дом 14.